# موستیسکا
موستیسکا (به انگلیسی: Mostyska) نام شهری واقع در استان لووف اوکراین است.